# Mucho topo
Mucho topo (Mucho Mouse) è un film del 1957 diretto da William Hanna e Joseph Barbera. È il centoottesimo cortometraggio della serie Tom & Jerry, distribuito il 9 settembre del 1957 dalla Metro-Goldwyn-Mayer.

## Trama
In una casa madrilena Vercingetorige sta suonando tranquillamente la chitarra, mentre un topo di nome El Magnífico, impersonato da Jerry, ruba un pezzo di formaggio, portandolo nella sua tana. A quel punto arriva Joan che arrabbiata intima con lo sguardo a Vercingetorige di catturare il topo. Esso si lancia quindi alla cattura di El Magnífico, ma fallisce, e dice a Joan che nessun gatto è in grado di catturarlo. La donna però gli mostra un telegramma che annuncia che arriverà Tom e che catturerà El Magnífico. Quando il gatto arriva e si presenta a Joan, lei si prepara a uscire, sicura che al suo ritorno Tom sarà riuscito a prendere El Magnífico. Poco dopo Tom riesce a catturarlo e a buttarlo fuori, tuttavia il topo riesce a rientrare in casa. La cosa si ripete una seconda volta, così Tom cerca di impedire a El Magnífico di entrare nella sua tana, ma il topo, grazie alla sua astuzia, fa cadere Tom da una finestra e lo fa finire sul getto d'acqua di una fontana. Subito dopo il gatto rientra in casa arrabbiato e si trasforma in un toro; El Magnífico allora esce dalla sua tana vestito da torero; inizia così una corrida tra Tom ed El Magnífico, la quale vede come vincitore il topo. Più tardi Joan torna a casa e vede Tom e Vercingetorige suonare insieme la chitarra. Quando lei chiede cosa sta succedendo, Vercingetorige le ripete che nessun gatto può catturare El Magnífico, il quale nel frattempo porta della frutta nella sua tana osservato da Joan.